# Megan Joy
 (juin 2012).
Si vous disposez d'ouvrages ou d'articles de référence ou si vous connaissez des sites web de qualité traitant du thème abordé ici, merci de compléter l'article en donnant les références utiles à sa vérifiabilité et en les liant à la section « Notes et références ».
Pour les articles homonymes, voir Joy.
Megan Joy, née Megan Joy Knudsen le 18 septembre 1985 à Sandy dans l'Utah, est une chanteuse américaine révélée par le télé-crochet American Idol. Elle termine neuvième de la saison 8.
Son style musical est défini comme un mélange d'indie de pop et de jazz.

## Discographie

### Albums
| Année | Album details |
| ----- | --- |
| 2012  | Megan Joy 1. When it Turns 2. Longing 3. What is Love 4. Trouble Me 5. Dream Love 6. Two Rivers 7. Rainclouds 8. Can't Bring Me Down 9. Ryder on the Storm - Sortie: 25 avril 2012 - Format: Digital download                                                               |
| 2014  | Free to Fly 1. Boy Next Door 2. Double Life 3. Spell It Out 4. Lovesick 5. Like a Secret 6. I'm Not Trying to Hear That 7. Some Girls 8. Shooting Stars 9. Feel Love 10. Incomplete 11. Sweet Love 12. Free to Fly - Sortie: 21 janvier 2014 - Format: CD, digital download |